# 伍樂城
伍樂城（英語：Ronald Ng Lok Shing，1971年12月27日—），香港音樂監製、作曲人、電影配樂家。現為伯樂音樂學院院長，以及樂有所城慈善音樂基金會創辦人。2011年，獲選為香港十大傑出青年。

## 背景

### 早年生活
伍樂城於香港出生，少時居住於九龍牛頭角下邨4座，入讀小學初期就讀該區附近的小學，小二起就讀中華基督教會協和小學下午校。中一及中二就讀東華三院黃笏南中學，後插班轉讀拔萃男書院，並參與校內及校外的交響樂團和合唱團，於校際音樂節比賽中屢獲殊榮，又在小學時期參與籃球運動，中學時期打排球，但讀書成績一般。中學畢業後，伍樂城遠赴波士頓伯克利音樂學院（Berklee College of Music），雙主修音樂製作及工程和電影配樂音樂學士學位，為期5年。
學習古典音樂出身的他，9歲時學習鋼琴，10歲於音樂事務統籌處跟隨黃日照學習小號。13歲時於香港演藝學院跟隨 Henry Nowak 主修小號及跟隨羅乃新副修鋼琴，成為該院之第一屆初級音樂課程（現名青少年音樂課程）學生。伍樂城學藝同期亦參與不同的管樂團及交響樂團，曾擔任香港青年交響樂團的首席小號手。他在伯克利音樂學院進修時曾在校內的會堂當帶位員及任職學院辦公室職員。

### 事業發展
學成回港後，伍樂城於1996年獲介紹跟隨許願、趙增熹、黃偉年等「星工廠」前輩工作，廣泛地參與唱片製作、電影配樂、演唱會等工作範疇。他當時第一個接洽工作的是1995年電影《山水有相逢》的配樂。1999年，伍樂城離開所屬製作公司，正式開始他獨立音樂創作人的事業。入行至今，他所創作的歌曲超過四百八十首。製作的歌曲逾六百五十首，電影/廣播劇配樂共有六十八套，電影主題曲共二十八首，合作過歌手二百位。他的作品屢獲殊榮，其中包括1999年度十大勁歌金曲最佳歌曲監製獎 《非走不可》(謝霆鋒)、2000 年度十大勁歌金曲最受歡迎廣告歌曲大獎金獎 《一生一火花》 (張學友)、2002 年度IFPI 最高銷量廣東唱片《我們的紀念冊》（Twins）大碟概念及監製。
他參與監製的大碟亦屢次獲得四台聯頒音樂大獎大碟獎，包括《In Control》（吳雨霏）、《10 號》（梁漢文）、《電光幻影》（楊千嬅）、《Believe》（謝霆鋒）、更於2002, 2003, 2004 年度連續三年獲得香港作曲家及作詞家協會頒發CASH個人最多新作品演出獎，為人所熟悉的作品包括：《羅生門》、《下一站天后》、《說散就散》、《無間道》、《念念不忘》、《耿耿於懷》、《非走不可》、《誰來愛我》、《風箏與風》、《情人甲》、《最愛演唱會》、《合久必婚》、《刻不容緩》等等。
此外，伍樂城亦致力電影配樂工作，作品包括：《倩女幽魂》、《風雲II》、《薰衣草》、《食神》、《花好月圓》等，同時亦為多套電影創作主題曲，其中憑《無間道》奪得第22屆香港電影金像獎最佳原創電影歌曲獎及香港特區十周年電影選舉最難忘主題曲獎。另外，伍氏曾為多位歌手的演唱會擔當鍵琴手、音樂總監或表演嘉賓，部份與他合作過的歌手包括：劉德華、黎明、張學友、許志安、Twins、謝霆鋒、容祖兒、王菲等。2005年，伍樂城推出首張個人作品及鋼琴集「展覽伍樂城」。翌年，與林夕共同創作全合唱概念大碟《Perfect Match》。而伍氏早年已成立了RNLS Productions Limited（樂城製作）及 RNLS Publishing Limited，之後分別於2006年及2008年開設了伯樂錄音室、伯樂製作及藝術發展有限公司及立方昇音樂製作有限公司。
2015年，他獲頒2015年度叱咤樂壇流行榜頒獎典禮叱咤樂壇作曲人大獎。 後在2017年至2018年，伍樂城創作的歌曲《說散就散》，成為內地多個音樂平台的音樂排行榜冠軍或十大位置，包括原唱者陳泳彤的版本（於YouTube點擊率為二千萬以上）。往後多個翻唱版本也被用在其他方面，如電影「前任3：再見前任」主題曲的TIA袁婭維版本，和艾福杰尼、黃旭的唱說(Rap)版本，同時間佔據了排行榜十大位置：《雲音樂新歌榜》、《雲音樂飆升榜》、《雲音樂熱歌榜》、《QQ音樂巔峰榜·內地》、《QQ音樂巔峰榜·熱歌》 、《QQ音樂巔峰榜·新歌》、《QQ音樂安利XS·巔峰榜·流行指數》、《快手快手直播app 10大最熱門歌曲》等。

### 創作以外動向
入行多年，伍樂城亦經常獲得不同機構邀請，擔任歌唱比賽及音樂創作比賽評判或評委，當中包括慈善團體、非牟利團體、大專院校、中學、私人機構、電視台及電台等。其中的例子有『英皇新秀歌唱大賽』、『超級巨星 (無綫電視)』、『快樂男聲歌唱比賽 (香港選拔賽)』、『CASH流行曲創作大賽』、『香港國際無伴奏合唱比賽』、『香港電影金像獎』、 『香港電台十大中文金曲』、『中國音樂金鐘獎中國流行音樂超級聯賽（簡稱“中國音超”）』等。
除創作以外，伍樂城於2006年創辦了培育專業音樂人的學習平台伯樂音樂學院。開辦的原因出於發覺香港當時沒有一間專門教授創作流行音樂的學校。與此同時，伍樂城亦曾出任香港學術評審局學科專家、香港公開大學李嘉誠專業進修學院音樂課程校外顧問以及香港中文大學兼任講師。及後於2010年創辦了伯樂兒童音樂學院。2011年，伍樂城獲國際青年商會香港總會選為「香港十大傑出青年」。他在2012年成立「樂有所城慈善音樂基金會」，旨在舉辦各類型音樂活動及籌款和提供資助或獎學金予音樂上具潛質或卓越表現者學習音樂或演出。2014年3月，伍樂城於紅磡香港體育館舉行一連兩場作品展「Imagine Nation 伍樂城幻想國度作品演唱會56X Live 2014」。

## 作品列表
2025年
- HONEY PUNCH - 蝶式（Butterfly）（曲／編／監）
- 方力申、張可盈、倫子萱 - 灣區情（曲／編／監）
- 黃峻𤋮 - 不如出走（監）

2024年
- DI CODAR - No No（曲／詞／編／監）
- 吳欣彤 - 每一句（監）
- 張彥博 - 我們純屬意外（監）
- 羅子熙、王鋒、何居倬、林昆樂、黃泓祖、劉瑞威、陳樂庭 - Get Over（曲／編／監）

2023年
- 王唯希 - 多巴胺（曲／編／監）
- 林珈儀、劉繕嘉、鄧心如 - Staying Afloat（曲／編）
- 林豐源 - 自強不息（曲／編）
- 陳慧琳 - 風眼（曲／編／監）
- 彭　晉 - 貧窮限制對象（監）
- 彭　晉 - 異形（曲／監）

2022年
- 姚焯菲、鍾柔美、冼靖峰、張馳豪 - 青春作風（曲／編／監）
- 容祖兒 - 自作自愛（曲／編／監）

2021年
- Twins - 小小女人（曲／編／監）
- 古天樂、張智霖、宣萱、謝天華、陳靜、張繼聰、夏嫣、栢天男、張建聲 - 講不出再見（編／監）
- 朱主愛 - 想不到吧（伍樂城、陳恩橄、陳嘉浩編）
- 湯寶如 - 錯得起（曲／編／監）

2020年
- 海俊傑、李施嬅 - 二次緣（曲／編／監）
- 麥浚龍 - 想親你（曲／編／監）
- 謝文欣 - 偶像傳奇（曲／編／監）
- 謝文欣 - 不痛不快（曲／編／監）

2019年
- JC - 我可以忘記你（曲／編／監）
- JC - 說散不散（曲／編／監）
- JC - 一語道破（曲／監）
- 容祖兒 - 悲觀生物學（曲／編／監）
- 側　田 - 懷很舊的舊（曲／編／監）
- 許廷鏗 - 偽人（曲／編／監）
- 許靖韻 - 沒完沒了（曲／編／監）
- 謝安琪 - 我們的基因（曲／編／伍樂城、麥浚龍監）

2018年
- JC - 別𠱁我（曲／編／監）
- MFM - Show Time（曲／編／監）
- 張敬軒 - 天才兒童1985（曲／編／監）
- 黎　明 - 下半場（曲／編／監）
- 榮華慈善基金會會歌 - 將心比心（曲／監）

2017年
- JC - 現任朋友（曲／編／監）
- Twins - 失約（曲／編／監）
- Twins - 有約（曲／編／監）
- Twins - 加油（曲／編／監）
- 1n1 Sisters - 小戀愛（曲／編／監）
- 1n1 Sisters - I Will Be Okay（曲／編／監）
- 古巨基 - 禾您一起（曲／編／監）
- 許廷鏗 - 原來我可以哭（曲／編／監）
- 麥浚龍 - 禽獸（曲／編／麥浚龍、伍樂城監）
- 簡淑兒 - 我不是女神（曲／編／監）
- 羅嘉豪、AJ、祖　絲 - 超級聯盟（監）

2016年
- JC - 說散就散（曲／編／監）
- Twins - 不愛之恩（曲／編／監）
- Twins - 就說我們都是華麗的單身族（監）
- 方健儀、伯樂音樂學院學生 - 聽世界（曲／編／監）
- 少女標本 - Sugar Free（伍樂城、徐嘉譽曲／編／監）
- 任賢齊、梁漢文 - 我們的最後（曲）
- 周柏豪、陳柏宇、洪卓立、許廷鏗 - 原力（Power Your Life）（曲／編／監）
- 馬天佑 - 摑一巴（曲／編／監）
- 麥浚龍 - 你前來．我過去（編／伍樂城、麥浚龍監）
- 陳卓伶 - 聲音經過特別處理（監／陳卓伶、伍樂城曲／伍樂城、陳卓伶、徐嘉譽編）
- 群　星 - 真的英雄（監）
- 謝霆鋒、古巨基、容祖兒、李克勤、陳偉霆、林　峯、Twins – 團圓飯（監）
- 羅嘉豪、AJ、祖　絲 - 樂而忘返（曲／編／監）
- 羅嘉豪、AJ、祖　絲 - 嬲（曲／監）
- 羅嘉豪、何嘉茵 - 傑作（曲／編／伍樂城、羅嘉豪監）
- 譚詠麟、陳小春 - 男人悲劇（曲／編／監）

2015年
- Twins - 虛齡時代（曲／編／監）
- 少女標本 - 失戀咒（曲／編／監）
- 少女標本 - Simple Girl（曲／編／監）
- 李河璘 - 不可理喻（監）
- 李河璘 - 點算（監）
- 余安安 - 自由在我手（監）
- 徐子珊 - 月光淒淒（編／監）
- 梁漢文 - 主角一號（曲／編／監）
- 麥浚龍 - 念念不忘（曲／編／伍樂城、麥浚龍監）
- 麥浚龍、謝安琪 - 羅生門（曲／編／伍樂城、麥浚龍監）
- 黃又南 - 給王家欣（編／監）
- 詹瑞文 - 舞大舞細（曲／詞／編／監）
- 詹瑞文 - 十五二十（曲／詞／編／監）
- 詹瑞文 - 陰公豬（曲／編／監）
- 詹瑞文 - 慶合合（曲／詞／編／監）
- 溫　超 - 史提芬周記（曲／編／監）
- 羅嘉豪、AJ、祖　絲 - Let's Get it On（曲／編／監）

2014年
- 何雁詩 - I Don't Care（伍樂城、朱俊傑監）
- 孫耀威 - 最痛無聲（曲／監／朱俊傑、伍樂城編）
- 張智霖 - 十年人事（監）
- 梁漢文 - 半邊生命（國）（曲／編／監）
- 鄒文正 - 木偶（伍樂城、朱俊傑監）
- 鄒文正 - 玩物喪志（伍樂城、謝國維監）
- 鄒文正 - 爛笑話（謝天智、伍樂城詞／伍樂城、朱俊傑監）
- 鄒文正 - 打個招呼（伍樂城、朱俊傑監）
- 鄒文正 - 愛不要曖昧（伍樂城、朱俊傑監）
- 衛　蘭 - 自首（曲／編／監）
- 衛　蘭 - You're Always Everything To Me（監）
- 謝安琪 - 家明（曲／監／朱俊傑、伍樂城編）

2013年
- AOA - 困獸鬥（監）
- AOA - 發熱線（監／謝天智、張楚翹、伍樂城詞）
- AOA - 長頭髮（伍樂城、朱俊傑監）
- AOA - 一直在眼前（伍樂城、朱俊傑監）
- 吳若希、胡鴻鈞 - 救救我（曲／監）
- 吳莫愁 - 不請自來（曲／監）
- 李治廷 - 不可思議（曲／監）
- 沈震軒 - 講多變真（曲／監）
- 區文詩 - 盲婚論嫁（監）
- 張子 - 1880（曲／監／張楚翹、伍樂城詞）
- 梁漢文 - 半邊生命（曲／編／監）
- 許志安 - 冰山一對（曲／編／監）
- 許志安 - 情人甲（曲／編／監）
- 許志安 - 空穴來風（監）
- 許志安、衛　蘭 - 情人甲（曲／編／監）
- 陈小春 - 愛的相反（曲／監／覃嘉健、伍樂城編）
- 鄒文正 - 無關痛癢（監／覃嘉健、伍樂城曲）
- 鄒文正 - 糟蹋（監）
- 鄒文正 - 最後警告（監）
- 鄒文正 - 愛得不是時候（監）
- 蔚雨芯 - 複製人（監）
- 衛　蘭 - You Go I Go（曲／監）
- 鄭嘉穎 - 說來話長（監）
- 黎　明 - 我可以忘記你（曲／監）
- 蘇永康 - 某某（曲／編／監）

2012年
- AOA - 我主場（監／曾紀諾、張楚翹、伍樂城詞）
- AOA - 微笑的難過（監）
- AOA - 終於哭出來（監）
- AOA、鄒文正 - 紅茶或咖啡（監）
- Super Girls - 話愛就愛（監）
- Super Girls - Be My Love（監）
- Twins - 綁架（曲／監）
- Twins - Let Me Fly Away（曲／監）
- 江若琳 - 你給我力量（監）
- 姚貝娜 - 禦龍吟（監）
- 許廷鏗 - 重新長大（曲／監）
- 陳姿言 - 到此一遊（監）
- 陳偉霆 - 有借有還（曲／詞／監）
- 楊千嬅 - 知更（監）
- 鄒文正 - 非人生活（監）
- 鄒文正 - 因為難得，所以難（監）
- 龍小菌、葉文輝 - 暗算（監）
- 鍾一憲 - 糖黐豆（曲／監／張楚翹、謝天智、伍樂城詞）
- 鍾一憲、麥貝夷 - 犯眾憎（監）
- 鍾一憲、麥貝夷 - 天生不對（謝國維、伍樂城監）
- 鍾一憲、麥貝夷 - 自作孽（監）
- 關心妍 - 要害（曲／監）
- 關心妍 - 自問自答（監／謝天智、伍樂城詞）

2011年
- HotCha - 學習期（監）
- Twins - 友愛十年（監）
- 吳雨霏 - 雞蛋愛石頭（曲／編／監）
- 杜汶澤、蔡卓妍、王祖藍、洪、鄭家維、陳家樂 - 叻叻兔福星（監）
- 狄易達 - 半死（監）
- 林欣彤 - 非同兒戲（曲／編／監）
- 林　峰 - 似是而非（監）
- 林　峰 - 人一個（曲／編／監）
- 林　鵬 - 還淚（曲／編／監）
- 泳　兒 - 就手（監）
- 泳　兒 - 為你唱Demo（曲／監）
- 泳　兒 - 很久沒有約自己（曲／編／監）
- 協和百週年校慶 - 邁向千載因有愛（曲／監）
- 張智霖 - 反斗奇兵（監）
- 張智霖 - 戀上外星人（監）
- 張智霖 - 你是奇蹟（監）
- 曹蕙蘭 - 痛是痛快（曲／編／監）
- 麥貝夷 - 不必失禮（監）
- 麥貝夷 - 知覺（監）
- 鄭欣宜 - 給我十秒（監）
- 鍾一憲 - 憤怒了（監）
- 鍾一憲、麥貝夷 - 勾手指尾（監）
- 鍾一憲、麥貝夷 - 針鋒相愛（監）
- 鍾一憲、麥貝夷 - 拖泥帶水（曲／監／曾紀諾、伍樂城詞）
- 關心妍 - 在你名下（曲／監）

2010年
- 方力申、鍾欣桐 - 一生一世
- 毛澤僑 - 12月32號（曲）
- 吳雨霏 - 我傻女
- 吳若希 - 孩子眼（監）
- 吳若希 - 影迷（監）
- 吳若希 - 聽電影（監）
- 泳　兒 - 有誰來愛我（曲／編／監）
- 容祖兒 - 信今生愛過（曲／編／監）
- 容祖兒 - 信今生愛過（國）（曲／編／監）
- 梁漢文 - 中鋒（監）
- 梁漢文 - 中鋒（Winning'11）（監）
- 葉文輝、狄易達、高皓正 - 辣著生命（監）
- 蔡卓妍 - 早沾勿藥（監）
- 鍾欣桐 - 放低過去（監）
- 羅藍亞 - Are You In
- 關心妍 - 重新出發（編／監）
- 關心妍 - 以身試愛（曲／編／監）
- 關心妍 - 情歌（編／監）

2009年
- HotCha、葉文輝 - 時光之光（監）
- 方力申 - 廣東話
- 方力申 - 撲翼蝴蝶
- 江若琳 - 旁觀者傷
- 江若琳 - 有請下位
- 周海媚 - 無愧於心
- 張智霖 - 妳太善良（監）
- 麥浚龍 - Dancing With The Devil（曲／編／麥浚龍、伍樂城監）
- 楊千嬅 - 孖公仔（編／監）
- 溫家恆 - 同窗密友（監）
- 劉德華 - 長途伴侶（曲／編／監）
- 劉德華 - 母親（曲）
- 黎　明 - 突然念舊
- 鄭中基 - 答應不愛你（編）

2008年
- Baron Singing Group - 愛心紅白藍
- Square - 偉大情歌
- Twins - 自由行不行（監）
- 方力申 - 如果世上沒傻瓜（監）
- 江若琳 - 變走他（監）
- 江若琳 - 愛你還是愛美（監）
- 江若琳 - 大步喊過（曲／編／監）
- 江若琳 - 眼淚無用（監）
- 何雁詩 - You Could Be Anything
- 何雁詩 - Hold Me In Your Arms
- 何雁詩 - Don't Talk To Me
- 何雁詩 - Tales of Life
- 何雁詩 - Happy Funeral
- 何雁詩、Ben Tsang - Right Here（In The City）
- 林曉峰、谷德昭、袁彩雲、韓君婷、袁彌明 - So爆全球
- 孫耀威 - 只要和你在一起（監）
- 孫耀威 - 眼閉（監）
- 孫耀威 - 眾傷（監）
- 孫耀威 - 寂寞殺死人（編、監）
- 孫耀威 - 七百萬人的故事（監）
- 孫耀威 - 我的最愛（監）
- 孫耀威 - 四季酒店（監）
- 孫耀威 - 只要和你在一起（國）（監）
- 群　星 - 香港藝人高爾夫協會會歌2008
- 裕　美 - 漂流記（伍樂城、謝國維監）
- 潘瑋柏 - 轉機（粵）（監）
- 顧紀筠、谷德昭、林曉峰 - 贏盡精彩
- 鄭中基 - 英雄莫（監）

2007年
- Freeze - 情場大後備（監）
- Freeze - 踩鋼線（監）
- Twins - 相愛6年（曲／編／監）
- Twins - 士氣（監）
- Twins - 金句（曲／監／伍樂城、黃思彥編）
- Twins - 世界變（監）
- Twins - 玩轉六年（曲、監）
- 小　肥 - 時光機（監）
- 方力申 - 壞的好情人（監）
- 方力申 - 成就十八心
- 石詠莉 - 情難控（監）
- 吳雨霏 - 逼得太緊（監）
- 吳雨霏 - 失控（監）
- 香港兒童合唱團 - 博大的愛
- 孫耀威 - 思前戀後（監）
- 孫耀威 - 戀愛宣言（曲／編／監）
- 孫耀威 - 愛她因為愛你（監）
- 孫耀威 - 魔高一丈（監）
- 孫耀威 - 無一倖免（曲／編／監）
- 孫耀威 - 我教你分手（監）
- 孫耀威 - 答謝信（監）
- 孫耀威 - 拖多一年得一年（監）
- 孫耀威 - 告別散拖（監）
- 許志安 - 未夠多（曲／編／監）
- 楊千嬅 - 傑出青年（曲／編／監）
- 熊汝霖 - 終極夢想（曲／編／監）
- 蔡卓妍 - 黑馬（曲／編／監）
- 鄧麗欣 - 你好嗎?（監）
- 鍾欣桐 - 雙重打擊（監）
- 關心妍 - 如何離開你（曲／編／監）
- 關心妍 - 甚麼都不愛（監）
- 關心妍 - 任君選擇（監）
- 關心妍 - 身為女人（曲／編／監）
- 關心妍 - 送舊迎新（監）
- 關心妍 - 地球兄弟（監）
- 關心妍 - 愛你很難（曲／編／監）

2006年
- Twins - 夢想黃金屋（曲／監／伍樂城、謝國維編）
- Twins - 你不是好情人（監）
- Twins - 自以為是（曲／編／監）
- Twins - 眼看心勿動（曲／監／伍樂城、謝國維編）
- Twins - 天下有雙（監）
- 王浩信、梁晴晴 - 愛與被愛（曲／編／監）
- 王浩信、梁晴晴 - 愛與不愛（曲／編／監）
- 吳雨霏 - 假想敵（監）
- 杜汶澤 - 誰教我
- 林　苑、郭芯其 - 交換生（曲／編／監）
- 孫耀威、車婉婉 - 再見亦是戀人（曲／編／監）
- 張曼莉 - 一個人的幸福
- 張學友、陳奕迅 - 天下太平（曲／編／監）
- 許志安、鄧健泓 - 鬥苦（曲／編／監）
- 陳小春 - 鬥苦（曲／編／監）
- 陳小春 - 鬥殘酷（曲／編／監）
- 陳小春、夏曉晴 - 你是最好的（曲／編／監）
- 陳苑淇 - 忍無可忍
- 陳慧琳 - 兒女私情
- 陳慧琳 - 有血有淚（監）
- 陳慧琳、汪明荃 - 自由女神（曲／編／監）
- 劉浩龍 - 記得（監）
- 劉浩龍 - 滄海遺珠（監）
- 劉浩龍、胡蓓蔚 - 九週半（曲／編／監）
- 劉浩龍、謝安琪 - 滄海遺珠（監）
- 蔡卓妍 - 你不是好情人（監）
- 衛　蘭 - 愛才
- 衛　蘭 - 這正是我
- 鄧建明、黃貫中、雷有暉 - 只談風月（曲／編／監）
- 鄧健泓 - 男人有話說
- 鄧麗欣 - 占星術
- 鍾欣桐 - 非君不嫁（監）

2005年
- Sky - 玩暗戀
- Sky - 啞忍
- Sky - 零分（監）
- Twins - 快樂紅白藍（曲／編／監）
- Twins - 咖啡迷（曲／編／監）
- Twins - 黑色喜劇（曲／編／監）
- Twins - 熱粉紅（曲／編／監）
- Twins - 海底深（監）
- Twins - 程咬金（監）
- Twins - 尋找莫扎特
- Twins - 天對地
- Twins - 无敌超人
- Twins - 见习爱神
- Twins - 莫斯科没有眼泪
- Twins - 只要我长大
- Twins - 同样的两个梦
- 吳雨霏 - 戀愛天才
- 容祖兒 - 罪魁
- 容祖兒、李克勤 - 刻不容緩
- 劉德華 - 無間道（獨唱版）（曲／編／監）
- 衛　蘭 - 十個他不如你一個
- 衛　蘭 - 今夜你不會來（監）
- 衛　蘭 - 口花花（監）
- 衛　蘭 - Goodbye（監）
- 衛　蘭 - My Love My Fate（編／監）
- 黎　明 - 心頭高（曲／編／監）
- 應昌佑 - 你是我喜歡的路人（曲／編／監）

2004年
- 2R - 赤鱲角之戀（曲／編／監）
- Sky - 高高地
- Sky - 情投意合（監）
- Twins - 兩個好
- Twins - 士多啤梨蘋果橙
- Twins - 飲歌
- Twins - 輕功（監）
- Twins - 零4好玩
- Twins - Gimme 5
- Twins - 陳永仁
- Twins - 雙失情人節
- Twins - 蜜月（監）
- Twins - 女人味
- Twins - 約會自己
- Twins - 受之有愧
- Twins - 施比受
- Twins - 愛無敵
- Twins - 07奧運
- Twins - 丟架
- Twins - 安全感（監）
- Twins - 美麗無比
- Twins - 烈女
- Twins - 天地驕陽
- Twins - 愛全能
- Twins - 精選
- Twins - 冬令時間
- Twins - 18變（監）
- Twins、Boy'z - 四喜臨門喜迎春（曲／編／監）
- 方力申 - Cool住你（曲／編／監）
- 李克勤 - 你不會唱歌
- 林嘉欣 - 爽快
- 周麗淇 - 你面紅
- 容祖兒 - 身驕肉貴
- 梁洛施 - 聽話
- 梁漢文 - 廢城故事
- 梁漢文 - 大將（曲／編／監）
- 郭富城 - 夏意識
- 郭富城 - 野草
- 陳慧琳 - 念口簧（監）
- 陳慧琳 - 潔身自愛
- 陳慧琳 - 郵票
- 陳慧琳 - 前世
- 陳慧琳 - 柴門文的女人（監）
- 麥浚龍 - 耿耿於懷
- 楊千嬅 - 鸞鳳和鳴（曲／編／監）
- 楊千嬅 - 萬世流芳（曲／編／監）
- 楊千嬅 - 煉金術（曲／編／監）
- 楊千嬅 - 傻仔（曲／編／監）
- 楊千嬅、任賢齊 - 花好月圓夜（編／監）
- 楊千嬅、任賢齊 - 花好月圓夜（國）（編／監）
- 鄭中基 - 瑜伽
- 鄧健泓 - 阿琴（曲／編／監）
- 鄧健泓 - 未婚相（曲／編／監）
- 鄧健泓 - 你咪當我傻（曲／編／監）
- 鄧健泓、蘇永康 - 怕咗你（曲／編／監）
- 黎　明 - 少數（曲／編／監）
- 黎　明 - 情人快樂（曲／編／監）

2003年
- 2R - 好勝（曲／編／監）
- Boy'z - 雙打（曲／編／監）
- Boy'z - 跟蹤妳（曲／編／監）
- Boy'z - La La世界（監）
- Boy'z - 不請自來（編／監）
- Boy'z - 兩個滑板的少年（監）
- Boy'z - 總有一站愛上你（曲／編／監）
- Boy'z、Twins - 大家（曲／編／監）
- Sky - 口袋情人（曲／編／監）
- Sky - 未捱過（監）
- Sky - 口袋情人 (Pocket Mix)（曲／監）
- Twins - 你最紅（曲／編／監）
- Twins - 多謝失戀（曲／編／監）
- Twins - 我們要睡覺（曲／編／監）
- Twins - 千金（監）
- Twins - 那天很愛笑（監）
- Twins - 講玩（曲／編／監）
- Twins - 女朋友（監）
- Twins - 童子軍（曲／編／監）
- Twins - 咩世界（監）
- Twins - 下一站天后（曲／編／監）
- Twins - 亂世佳人（曲／編／監）
- Twins - 你講你愛我（曲／編／監）
- Twins - 慌心假期（曲／編／監）
- Twins - You Know What I Mean（曲／編／監）
- Twins - 朋友的愛（曲／編／監）
- Twins - 夏日狂嘩（曲／編／監）
- Twins - 高溫瑜伽（曲／編／監）
- Twins - 香港紐約（監）
- Twins - Beautiful Day（監）
- Twins - 三角圓舞（監）
- 方力申 - 寂寞英雄（曲／編／監）
- 方力申 - 繼續游（曲／編／監）
- 方力申 - 冰極兩公里（曲／編／監）
- 方力申 - 瞬間移動（曲／編／監）
- 古天樂 - 吻得到 愛不到（曲／編／監）
- 古天樂 - 沒破綻的句點（曲／編／監）
- 余文樂 - 失戀博物館
- 余文樂 - 司機
- 李克勤 - 合久必婚？（曲／編／監）
- 李克勤 - 好人一個（曲／編／監）
- 李克勤 - 冬暖夏涼（曲／編／監）
- 李克勤、陳苑淇 - 合久必婚？（合唱版）（曲／編／監）
- 李克勤、譚詠麟 - 老友記
- 李克勤、譚詠麟 - 仰慕者
- 林嘉欣 - 六樓后座
- 林嘉欣 - 戀之風景
- 孫燕姿 - 太陽底下（曲／編）
- 梁漢文 - 501（曲／編／監）
- 梁漢文 - 666（曲／編／監）
- 許志安 - 一步一生（曲／編／監）
- 陳慧琳 - 愛（曲／編／監）
- 陳慧琳 - 伶仃（監）
- 麥浚龍 - 沒有人（曲／編／監）
- 麥浚龍 - 橫掃（曲／編／監）
- 黃伊汶 - 萬勿流淚（曲／編／監）
- 黃凱芹 - 易愛難收
- 楊千嬅 - 咬唇（曲／編／監）
- 楊千嬅 - 寒舍（曲／編／監）
- 楊千嬅、梁朝偉 - 星之碎片（曲／編／監）
- 蔡卓妍 - 下一站天后（曲／編／監）
- 盧巧音 - 命犯桃花（曲／編／監）
- 蕭正楠 - 十個分手的理由（曲／編／監）
- 蕭正楠、陳文媛 - 可疑密友（曲／編／監）
- 謝霆鋒 - 苦海孤雛（曲／編／監）
- 鍾欣桐 - 我的爸爸媽媽（監）
- 關心妍 - 我太強（曲／編／監）
- 關心妍 - 劍尖碰上我的心（曲／編／監）

2002年
- Twins - 著睡衣跳舞（編／監）
- Twins - 大浪漫主義（曲／編／監）
- Twins - 涉谷車站見（監）
- Twins - 神奇兩女俠（曲／編／監）
- Twins - 孖寶668（監）
- Twins - 我們的紀念冊
- Twins - 二人世界盃
- Twins - 哥哥
- Twins - 發夢見到你
- Twins - 眼紅紅
- Twins - 活動教學
- Twins - 人比人
- Twins - 魔法王國
- Twins - 你是我的UFO
- Twins - 大紅大紫
- Twins - 風箏與風（曲／編／監）
- Twins - 百試不厭（監）
- Twins - 風箏與風Remix（Lost and Found Version）（曲／編／監）
- Twins - No. 1（曲／編／監）
- Twins - 星星月亮太陽（曲／編／監）
- Twins - 眼紅紅（後傳）（曲／編／監）
- 方力申 - 守護神（曲／編／監）
- 余文樂 - 還你門匙（曲／編／監）
- 李彩樺 - 亂世佳人
- 李彩樺 - 你唔愛我啦
- 容祖兒 - 拍拖
- 容祖兒 - 早有預謀
- 張鎧潼 - 超友誼小姐
- 梁詠琪 - 傷心尋回犬
- 陳文媛 - 放過我
- 陳文媛 - 一流
- 陳冠希 - 你快樂嗎
- 陳慧琳 - 如果我們在戀愛
- 陳慧琳 - 冰室
- 陳慧琳 - 好時光
- 麥浚龍 - 奧瑪
- 麥浚龍 - 有人
- 麥浚龍 - 大風吹
- 曾國銘 - 生還元素
- 黃伊汶 - 鬧劇
- 楊千嬅 - 閃靈
- 楊千嬅 - 滿漢全席
- 楊千嬅 - Mr.
- 楊千嬅 - 慳D
- 楊千嬅、李彩樺、方皓玟 - What We Want
- 劉德華、梁朝偉 - 無間道（曲／編／監）
- 劉德華、梁朝偉 - 無間道（國）（曲／編／監）
- 鄧健泓 - 心寒
- 鄧健泓 - 戇男（曲／編／監）
- 蘇永康 - 廉價情歌
- 鄭中基 - 淘浪（編）

2001年
- Twins - 快熟時代（曲／編／監）
- Twins - 明愛暗戀補習社（Assembly Mix）（曲／編／監）
- Twins - 女校男生（曲／編／監）
- Twins - 換季（監）
- Twins - 盲頭烏蠅（監）
- Twins - 明愛暗戀補習社（After School Mix）（曲／編／監）
- Twins - 愛情當入樽（曲／編／監）
- Twins - 學生手冊（曲／編／監）
- Twins - 戀愛大過天（曲／編／監）
- Twins - 飛線（伍樂城、舒文監）
- Twins - 和平日（曲／編／監）
- Twins - 有所不知（監）
- Twins - 愛情當入樽（Air Mix）（曲／編／監）
- Twins - 和平日（WE Mix）（曲／編／監）
- 方力申 - 娛樂我（編／監）
- 方力申、李彩樺 - 激流（曲／編／監）
- 古巨基 - 蜜蜂（曲／編／監）
- 古巨基 - 蜜蜂（國）（曲／編／監）
- 何嘉莉 - 過來人（曲／編／監）
- 李彩樺 - 分手勿語（曲／編／監）
- 李彩樺 - 送你一程（曲／編／監）
- 周英 - 敢愛敢還（曲／編／監）
- 容祖兒 - 瘦身大法（曲／編／監）
- 容祖兒 - 全身暑假（曲／編／監）
- 容祖兒 - 阿門（曲／編／監）
- 張德豪 - 用一生將你忘記
- 張德豪 - 忘不了 愛不起
- 陳司翰 - 愛情最強（曲／編／監）
- 陳司翰 - 背心（編／監）
- 陳司翰 - 隱形人（曲／編／監）
- 陳冠希 - 戀人勿近（曲／編／監）
- 陳慧珊 - 模範生（曲／編／監）
- 陳慧琳 - 個人指數（曲／編／監）
- 陳慧琳 - 最愛演唱會（曲／編／監）
- 陳慧琳 - 多啦A夢（編／監）
- 陳慧琳 - 我們都是這樣初戀的（曲／編／監）
- 陳曉東 - 病人（曲／編／監）
- 彭　羚 - 忽然沒有了（曲／編／監）
- 鄭伊健 - 迷戀（曲／編／監）
- 鄧健泓 - 衛斯理之戀（曲／編／監）

2000年
- 王　傑 - 又愛孤獨又愛你（曲／編）
- 王　傑 - 若要人不知（曲／編／監）
- 古天樂 - 男朋友（曲／編）
- 古天樂 - 我沒有女友（曲／編／監）
- 古天樂 - 今期流行（曲／編／監）
- 古天樂 - 夾心威化（曲／編／監）
- 古天樂 - 新手戀愛（曲／編／監）
- 古天樂 - 杯麵（曲／編／監）
- 古天樂 - 放任天堂（曲／編／監）
- 古天樂 - 我是你的天秤（監）
- 古天樂 - 配樂（編／監）
- 古天樂 - 今期流行（T Mix）（曲／監）
- 古天樂 - 夾心威化（Rock The Beat Mix）（曲／監）
- 古天樂 - 朋友說（曲／編／監）
- 古天樂、李彩樺 - 一眼驚喜（監）
- 古天樂、李彩樺 - 一眼驚喜（Snow Mix）（監）
- 古巨基 - 一光年（曲／編／監）
- 李彩樺 - 一眼驚喜（監）
- 林保怡 - 愛不出口（編／監）
- 容祖兒 - 何苦
- 容祖兒 - 誰來愛我
- 容祖兒 - 為你萬歲
- 容祖兒 - 我們都寂寞（曲）
- 張家輝 - 假的希望（編／監）
- 張智霖 - 愛情已死（曲／編／監）
- 张学友 - 一生一火花（曲／編）
- 梁詠琪 - 最後晚餐
- 許志安 - 如果你是我（曲／編／監）
- 郭富城 - 動起來（曲／編／監）
- 郭富城 - 盛世最強（曲／編／監）
- 郭富城 - 苦戀視線（曲／編／監）
- 陳慧琳 - 星期五檔案
- 陳慧琳 - 薰衣草
- 陳慧琳 - 星期五檔案（Remix）
- 陳曉東 - 泡沫（曲／編／監）
- 陳曉東 - 甚麼都會變（曲／編／監）
- 葉佩雯 - 情有可原
- 劉德華 - 將自己給你（曲／編）
- 謝霆鋒 - 如果你是騙子（編）
- 謝霆鋒 - 一了百了
- 謝霆鋒 - 一廂情願

1999年
- 何嘉莉 - 擁有（曲／編／監）
- 何嘉莉 - 下一位（曲／編／監）
- 何嘉莉 - 非份之想（曲／編／監）
- 何嘉莉 - 花多眼亂（曲／編／監）
- 何嘉莉 - 呼吸我（曲／編／監）
- 李蕙敏 - 想愛沒有情（編）
- 容祖兒 - 逃避你
- 容祖兒 - 燃亮我
- 梁漢文 - 追究（曲／編）
- 梁漢文 - 情傷透（曲／編）
- 郭富城 - 愛下去（曲／編）
- 郭富城 - 創舉（曲／編／監）
- 陳奕迅 - 時光倒流二十年（曲／編）
- 陳慧琳 - Say You Love Me（曲）
- 楊千嬅 - 幹甚麼（曲）
- 趙學而 - 自欺欺人（曲／監）
- 劉德華 - 汗（編）
- 鄭伊健 - 呼吸與心跳（曲／編）
- 鄭伊健 - 灰冷心情（曲／編）
- 鄭秀文 - 宿命主義
- 謝霆鋒 - 小強
- 謝霆鋒 - 400 GIG
- 謝霆鋒 - I Believe
- 謝霆鋒 - 非走不可
- 謝霆鋒 - 曝光（編／監）
- 謝霆鋒 - 愛後餘生
- 謝霆鋒 - 彈開（編／監）
- 蔡依林 - 和世界做鄰居(我可以)（曲）

1998年
- 何嘉莉 - 兩種人（曲／編／監）
- 梁奕倫、譚小環、鄭伊健 - 倫住嚟唱細路歌（監）
- 梁漢文 - 聽說你愛我（編）
- 許志安 - 飛得起（曲、編）
- 郭富城 - 無夢英雄（曲、編）
- 陈小春 - 只要地球還有女人（男版）（曲／編／監）
- 陳小春 - 熱賣中（曲／編／監）
- 陳小春 - 愛妻號（編／監）
- 陳小春 - 神奇事（98上進版）（曲／編／監）
- 陳小春 - 只要地球還有女人（女版）（曲／編／監）
- 陳小春 - 男人與公狗（編）
- 陳小春 - 不騙你（曲）
- 陳小春 - 叱吒紅人（曲／編）
- 楊千嬅 - 曾幾何時（曲）
- 楊千嬅 - 讓我飛（編）
- 劉祖德 - 隨遇而安（曲／編）
- 劉德華 - 掛念（編）
- 劉德華 - 熱情的沙漠 2000（編）
- 鄭伊健 - 原諒我（曲／編）
- 鄭伊健 - Summer Love（曲／編）
- 謝霆鋒 - 開放日（曲／編／監）
- 謝霆鋒 - 如果只得一星期（曲／編／監）
- 謝霆鋒 - 早知（曲／編／監）
- 謝霆鋒 - 謝謝你等我（曲／編／監）
- 謝霆鋒 - 前前後後 左左右右（曲／編／監）
- 謝霆鋒 - 你情人在那裡（曲／編／監）
- 謝霆鋒 - 入口愛情（曲／編／監）
- 謝霆鋒 - 大世界（曲／編／監）
- 謝霆鋒 - 天空這麼大（曲／編／監）
- 謝霆鋒 - 活火山（曲／編／監）
- 謝霆鋒 - 無聲仿有聲（24號晚8點見面版）（曲／編／監）

1997年
- 吳倩蓮 - 夜（編）
- 吳倩蓮 - 謎（曲／編）
- 吳倩蓮 - 40℃接觸（編）
- 李　玟 - 念念不忘（曲／編）
- 李克勤 - 進退兩男（編）
- 沈　魚 - 為難自己
- 孫耀威 - 一億三千八天
- 梁詠琪 - 沉溺（曲／編）
- 梁漢文 - 天涯：太陽之西（曲）
- 梁漢文 - 好朋友（曲／編）
- 郭富城 - 我抱歉（曲／編）
- 陈小春 - 找個空間唱歌（曲／編）
- 陳小春 - 痛歌（曲／編）
- 陳小春 - 亂世巨星（曲／編）
- 陳小春 - 神奇事
- 黃浩詩 - 不懂不愛你（編）
- 鄭伊健 - Shine（曲／編）
- 謝霆鋒 - 無聲仿有聲（曲／編／監）

1996年
- 吳倩蓮 - 高溫接觸（編）
- 風火海 - 我話事（曲／編）
- 張信哲 - 仍然心痛（趙增熹、伍樂城編）
- 梁漢文 - 可不可不可以（編）
- 梁漢文 - 濃情色香味（編）
- 梁漢文 - 衣櫃裡的男人（曲／編）
- 陳小春 - 戰無不勝（曲／編）
- 蔡安蕎 - 惟有我（趙增熹、伍樂城編）
- 蔡安蕎 - 惟有我（一個人）（趙增熹、伍樂城編）
- 鄭伊健 - 愛發狂
- 鄭伊健 - 蒸發眼淚（曲／詞／編）
- 鄭伊健 - 是你吧（曲／編）
- 鄭伊健 - 愛是個問號（曲／編）
- 鄭伊健、風火海 - 知己、自己
- 鄭伊健、風火海 - 刀光劍影—古惑仔之歌（編）
- 鄭伊健、風火海、林曉峰 - 刀光劍影 Remix—古惑仔之歌（編）
- 鄭伊健、譚小環 - 如果天空要下雨（曲／編）
- 謝天華 - 愛情今天經過

1995年
- 吳倩蓮 - 棲身你背後（編）
- 梁漢文 - 只得一晚（趙增熹、伍樂城編）

## 電影配樂列表
| - 《祥賭必赢》 - 《王家欣》 - 《有客到》 - 《吉星高照 2015》 - 《黑色喜劇》 - 《愛情來的時候 - 新加坡篇》(無線電視 微電影) - 《喜愛夜蒲 3》 - 《詭嬰》 - 《爛滾夫鬥爛滾妻》 - 《幸福迷途》 - 《紮職》 - 《喜愛夜蒲 2》 - 《追凶》 - 《喜愛夜蒲》 - 《戀夏戀夏戀戀下》 - 《無性界之婚》 - 《笑詠春》 - 《倩女幽魂》 - 《翡翠明珠》 - 《出水芙蓉》 - 《37》 - 《江湖悲劇》 - 《偷天特務》 | - 《關人7事》 - 《愛出貓》 - 《愛情故事》 - 《一半海水一半火焰》 - 《六樓后座2之家屬謝禮》 - 《三分鐘先生》 - 《喜馬拉亞星》 - 《花好月圓》 - 《六樓后座》 - 《初戀嗱喳麵》 - 《百分百感覺II》 - 《薰衣草》 - 《對不起，多謝你》 - 《食神》 - 《賭俠大戰拉斯維加斯》 - 《新古惑仔之少年激鬥篇》 - 《古惑仔4之戰無不勝》 - 《古惑仔3之隻手遮天》 - 《古惑仔2之猛龍過江》 - 《山水有相逢》 - 《風雲II》 |

## 電影主題曲／插曲列表
- 《那件瘋狂的小事叫愛情》 - 片尾曲“愛情包郵” - Twins、陳偉霆
- 《蹴鞠》- 主題曲“蹴鞠記” - Twins、容祖兒、鄧麗欣
- 《爵跡》- 插曲“直到世界只有愛”- 方力申、TFBOYS
- 《王家欣》- 主題曲 “給王家欣”- 黃又南／ 插曲 “坪州，點解咁優悠?”、“王家欣，你喺邊度”- 黃又南
- 《有客到》- 主題曲 “月光淒淒”- 徐子珊
- 《吉星高照 2015》- 主題曲 “史提芬周記”- 溫超
- 《詭嬰》- 主題曲 “不請自來”- 吳莫愁
- 《紮職》- 主題曲 “有借有還”- 陳偉霆
- 《倩女幽魂》- 主題曲 “還淚”- 林鵬
- 《翡翠明珠》- 插曲 “信今生愛過”- 容祖兒
- 《出水芙蓉》- 主題曲 “一生一世”- 方力申、鍾欣桐
- 《關人7事》- 片尾曲 “Scar”- Ben Tsang
- 《愛出貓》- 插曲 “Introduce”、“Dance with kids”、“Dreams Come True”- 鄧紫棋、陳偉霆、詩雅、小肥、林司敏、李蘊、James、阿球／插曲 “Best Memory”- 鄧紫棋、詩雅、小肥、林司敏、李蘊、James、阿球
- 《愛情故事》- 主題曲 “旁觀者傷”- 江若琳／ 插曲 “今季拍拍拖”- Square
- 《六樓后座2之家屬謝禮》- 插曲 “大步喊過”- 江若琳／ 插曲 “Hold Me in Your Arms”、“Don't Talk to Me”、“Tales of Life”、“Happy Funeral”- Stephanie Ho
- 《分手公司》- 主題曲 “我教你分手”- 孫耀威
- 《每當變幻時》- 插曲 “每當變幻時”- 楊千嬅
- 《十分愛》- 插曲 “逼得太緊”- 吳雨霏
- 《身驕肉貴》- 主題曲 “身驕肉貴”- 容祖兒
- 《煎釀三寶》- 主題曲 “煉金術”- 楊千嬅
- 《花好月圓》- 主題曲 “鸞鳳和鳴”- 楊千嬅
- 《地下鐵》- 主題曲 “星之碎片”- 梁朝偉、楊千嬅
- 《戀之風景》- 主題曲 “戀之風景”- 林嘉欣
- 《新紮師妹2》- 主題曲 “咬唇”- 楊千嬅
- 《六樓后座》- 主題曲 “六樓后座”- 林嘉欣
- 《下一站天后》- 主題曲 “下一站天后”- Twins／ 插曲 “司機”- 余文樂
- 《無間道》- 主題曲 “無間道”- 梁朝偉、劉德華
- 《嫁個有錢人》- 主題曲 “我是有錢人”- 任賢齊／插曲 “玻璃鞋”- 鄭秀文
- 《怪獸學園》- 主題曲 “女校男生”- Twins
- 《初戀嗱喳麵》- 主題曲 “我們都是這樣初戀的”- 陳慧琳／插曲 “隱形人”- 陳司翰
- 《百分百感覺II》- 主題曲 “病人”- 陳曉東／插曲 “泡沫”- 陳曉東
- 《跑馬地的月光》- 主題曲 “愛情已死”- 張智霖
- 《薰衣草》- 主題曲 “薰衣草”- 陳慧琳
- 《公元2000》- 主題曲 “創舉”- 郭富城
- 日本動畫《人狼》- 主題曲 “新手戀愛”- 古天樂
- 《半支煙》- 主題曲 “愛後餘生”- 謝霆鋒
- 《寶蓮燈》- 插曲 “燃亮我”- 容祖兒
- 《新古惑仔之少年激鬥篇》- 插曲 “活火山”- 謝霆鋒
- 《初夏之戀》- 插曲 “Summer Love”鄭伊健
- 《古惑仔4之戰無不勝》- 插曲 “亂世巨星”- 陳小春
- 《人細鬼大》- 插曲 “愛情今天經過”- 謝天華
- 《古惑仔3之隻手遮天》- 主題曲 “戰無不勝”- 陳小春
- 《古惑仔2之猛龍過江》- 主題曲 “知己自己”- 鄭伊健、風火海 /插曲 “蒸發眼淚”- 鄭伊健
- 《古惑仔之人在江湖》- 主題曲 “我話事”- 風火海
- 《江湖悲劇》- 主題曲 “男人悲劇”- 譚詠麟、陳小春

## 鍵琴手、音樂總監或表演嘉賓
1995
- 《百分百創作人音樂會》

1996
- 《電訊傳呼劉德華演唱會及世界巡迴演唱會》
- 《包羅萬有羅文演唱會》
- 《娛樂天王鄭少秋演唱會》
- 《許志安痛快的一夜演唱會》

1997
- 《天馬行空音樂之旅 (張學友 “雪狼湖”)》
- 《張信哲夢想成真演唱會 (星加坡)》
- 《饑饉三十演唱會》

1998
- 《黎明美加巡迴演唱會》
- 《拉闊音樂會》 (張學友、許志安、蘇永康、陳曉東、鄭中基)
- 《張學友太陽計劃音樂會》 (RTHK)
- 《黎明澳洲巡迴演唱會》
- 《好許志安演唱會》
- 《李蕙敏為你化裝迷你演唱會》
- 《好友音樂會》 (新城精選104台舉辦) (張學友、Dick Lee、庚澄慶)
- 《四大天后演唱會》

1999
- 《蘇永康星加坡演唱會》
- 《許志安馬來西亞演唱會》
- 《Extra醒字派》 (Universal Artists)
- 《拉闊演唱會》 (黎明、彭羚、Candy Lo)
- 《那英Star East Mini Concert》
- 《謝霆鋒狂熱份子音樂會》
- 《星光熠熠耀保良》 (許志安、狄克與牛仔)
- 《黎明中國巡迴演唱會》
- 《香港電台世紀十大金曲音樂會》
- 《陶喆演唱會》

2001
- 《謝霆鋒活著Viva演唱會》
- 《黎明大馬演唱會》
- 《許志安美加演唱會》
- 《謝霆鋒美加演唱會》
- 《黎明北京演唱會》
- 《范曉萱貼身拉闊演唱會》
- 《唱好音樂會》 (陶吉吉、劉美君、黃大煒、黃品源)
- 《黎明廣州/江門演唱會》
- 《903容祖兒夏水禮》
- 《正東五週年演唱會》
- 《Nokia Show 2000》 (容祖兒、陳曉東、小雪)
- 《新城唱好音樂會》 (Sony Artists)
- 《香港電台京粵港國語流行曲音樂會》
- 《黎明美加演唱會》
- 《黎明渣打演唱會》

2002
- 《Leon Live is Live演唱會》
- 《漫遊拉闊演唱會》(許志安、車婉婉、何韻詩、方力申、李彩樺、鄧健泓)
- 《范曉萱演唱會》
- 《黎明馬來西亞雲頂演唱會》
- 《許志安新加坡演唱會》
- 《新城唱好音樂會》(Sony Artists)
- 《許志安饑饉三十音樂會》
- 《許志安拉斯維加斯演唱會》
- 《TVB 熱唱樂壇新勢力》(陳冠希、李彩樺)

2003
- 《Twins 零4 好玩演唱會》 表演嘉賓
- 《非比尋常王菲香港演唱會2003》

2006
- 《拉闊演奏廳：第五場》 (LEON x JANICE)

2008
- 《Samsung Anycall Musicall 接通真音樂-好回家高手通電音樂會》(孫耀威) Band Leader

2010
- 《Twins人人彈起2010演唱會》表演嘉賓

2011
- 勁歌金曲（7月30日）嘉賓 Twins+伍樂城

2012
- 《Jade Sings 關心妍演唱會2012》

2014
- 《IMAGINE NATION 伍樂城幻想國度作品演唱會 56x Live 2014》

2016
- 《黎明Leon 30th Anniversary Random Love Songs 4D in Live 2016》[1]

## 電視節目
- 中年好聲音3評判（無綫電視）（2024-2025）
- 聲夢傳奇評判（無綫電視）（2021）
- 我們的音樂時代（J2）（16.8.2020）
- 勁歌金曲（無綫電視）（15.3.2014）
- 中國音樂金钟奖中国流行音樂超级联赛 (简称中國音超) 評判（深圳衛視）（2013）
- 創富坊《在商言商》（無綫電視）（2013）
- 今日VIP（無綫電視）（2011）
- 超級巨聲評判（無綫電視）（2009）
- My Name Is 邦（J2）（2009）

## 獎項列表
1999年
- 1999年度十大勁歌金曲頒獎典禮 最佳歌曲監製（謝霆鋒《非走不可》）
- 四台聯頒音樂大獎 大碟獎（謝霆鋒《Believe》）[監製]

2002年
- CASH 2002個人最多新作品演出獎 作曲家

2003年
- CASH 2003個人最多新作品演出獎 作曲家
- 第22屆香港電影金像獎 最佳原創電影歌曲《無間道》
- 勁歌王2003年度總選頒獎典禮 勁歌作曲王
- 勁歌王2003年度總選頒獎典禮 勁歌監製王
- 第四屆百事音樂風雲榜港台部份二零零三年度粵語最佳製作人（陳慧琳《愛》）
- 四台聯頒音樂大獎 大碟獎（梁漢文《10號》）[監製]
- 2003年度叱咤樂壇流行榜頒獎典禮 叱咤樂壇至尊唱片大獎（梁漢文《10號》）[監製]
- 2003年度十大勁歌金曲頒獎典禮 最佳編曲《下一站天后》

2004年
- CASH 2004個人最多新作品演出獎 作曲家
- 勁歌王2004年度第二屆總選頒獎典禮 勁歌作曲王
- 勁歌王2004年度第二屆總選頒獎典禮 勁歌編曲王

2005年
- 第3屆「勁歌王」全球華人樂壇音樂盛典 勁歌作曲王

2006年
- TOUCH Icon Award 2006

2007年
- 四台聯頒音樂大獎 大碟獎（吳雨霏《In Control》）[監製]
- 2007年度《東周刊》金牌之選金牌音樂人

2008年
- 第27屆香港電影金像獎 最佳原創電影歌曲《逼得太緊》
- 天梭表Stylist-T閃耀型格薈賞 - The Stylist．「型」樂大獎

2011年
- 國際青年商會香港總會 十大傑出青年2011

2014年
- IFPI香港唱片銷量大獎頒獎禮2014 最暢銷音樂、電影電視原聲及精選唱片《伍樂城-幻想集》

2015年
- 2015年度叱咤樂壇流行榜頒獎典禮 叱咤樂壇作曲人大獎
- 2015年度叱咤樂壇流行榜頒獎典禮 叱咤樂壇至尊唱片大獎（麥浚龍《Addendum》）[監製]
- 2015 CASH 最廣泛演出金帆獎]「下載歌曲」羅生門 作曲
- 2015 CASH 最廣泛演出金帆獎 「下載歌曲」 羅生門 出版商